# Fédération danoise de hockey sur glace
Pour les articles homonymes, voir DIU.
La fédération du Danemark de hockey sur glace porte le nom de Danmarks Ishockey Union, également abrégé par le sigle DIU.

## Historique
Le hockey débute au Danemark en 1869 avec la création du KSF Kopenhagen, suivi du Silkeborg SF en 1896.
La Ligue internationale de hockey sur glace accueille le Danemark en tant que nouveau membre lors du congrès de 1946, se déroulant le 27 avril 1946 à Bruxelle.
En 1949, le hockey danois compte suffisamment de membres pour créer sa propre fédération indépendante de la Confédération danoise des sports. La DIU est créée le 27 novembre 1949.

## Compétitions
La Danmarks Ishockey Union organise toute compétition de hockey sur glace au Danemark, (Metal Ligaen, 1. Division, Championnat junior et la coupe nationale), ainsi que les équipes nationales masculines et féminines.